# Joppocryptus desantisi
Joppocryptus desantisi är en stekelart som beskrevs av Alfred Byrd Graf och Yamamoto 1979. Joppocryptus desantisi ingår i släktet Joppocryptus och familjen brokparasitsteklar. Inga underarter finns listade i Catalogue of Life.